# Copa Brasil de Voleibol Feminino de 2019
A Copa Brasil de Voleibol Feminino de 2019 foi a oitava edição desta competição organizada pela Confederação Brasileira de Voleibol através da Unidade de Competições Nacionais. Participaram do torneio oito equipes, de acordo com a posição delas no primeiro turno da Superliga Brasileira A 2018-19. As semifinais foram disputadas no dia 1 de fevereiro, vencidas por Praia Clube e Minas Tênis Clube, e a grande decisão foi no dia 2 de fevereiro de 2019, entre as equipes mineiras, em Gramado, Rio Grande do Sul, e teve como embaixador o campeão olímpico Gustavo Endres. Minas venceu de virada, por 3 sets a um, e ficou com o título inédito da competição.

## Regulamento
Classificaram-se para a disputa da Copa Brasil de 2019 as oito melhores equipes do primeiro turno da fase classificatória da Superliga Série A 2018/2019. O torneio foi disputado em sistema de eliminatória simples, em jogos únicos, dividido em três fases: quartas-de-final, semifinais e final.
Nas quartas-de-final, os confrontos foram baseados na posição de cada participante da tabela da referida Superliga Brasileira A, conforme a seguir: 1º x 8º,  2º x 7º , 3º x 6º  e  4º x 5º  os vitoriosos destas partidas passam às semifinais, a partida semifinal será entre o Vencedor (1º x 8º) x Vencedor (4º x 5º) e na outra partida da referida fase teremos o Vencedor (2º x 7º) x Vencedor (3º x 6º), definindo assim os dois finalistas. Os jogos da quartas-de-final tiveram como mandantes os quatro melhores times da Superliga Brasileira A, e as semifinais e a final foram realizadas no Ginásio Perinão, Gramado (RS).

## Participantes
| Equipe           | Cidade         | Ginásio                  | Capacidade | Posição na temporada 2018/19 |
| ---------------- | -------------- | ------------------------ | ---------- | ---------------------------- |
| Praia Clube      | Uberlândia     | Arena Praia              | 3 000      | 1º                           |
| Minas            | Belo Horizonte | Arena Minas Tênis Clube  | 3 650      | 2º                           |
| Barueri          | Barueri        | José Corrêa              | 5 000      | 3º                           |
| Sesi/Vôlei Bauru | Bauru          | Panela de Pressão        | 2 000      | 4º                           |
| Rio de Janeiro   | Rio de Janeiro | Tijuca Tênis Clube       | 3 000      | 5º                           |
| Osasco           | Osasco         | José Liberatti           | 4 500      | 6º                           |
| Fluminense       | Rio de Janeiro | Ginásio do Hebraica      | 1 000      | 7º                           |
| Curitiba Vôlei   | Curitiba       | Ginásio Clube Curitibano | 800        | 8º                           |

## Resultados
|  | Quartas-de-final | Quartas-de-final | Quartas-de-final |       |                  | Semifinais  | Semifinais | Semifinais |  |  | Final | Final       | Final |
|  |                  |                  |                  |       |                  |             |            |            |  |  |       |             |       |
|  | 1º               | Praia Clube      | 3                |       |                  |             |            |            |  |  |       |             |       |
|  | 8º               | Curitiba Vôlei   | 1                |       |                  |             |            |            |  |  |       |             |       |
|  | 8º               | Curitiba Vôlei   | 1                |       | 1º               | Praia Clube | 3          |            |  |  |       |             |       |
|  |                  |                  |                  |       | 1º               | Praia Clube | 3          |            |  |  |       |             |       |
|  |                  | 4º               | Sesi/Vôlei Bauru | 2     |                  |             |            |            |  |  |       |             |       |
|  | 4º               | 4º               | Sesi/Vôlei Bauru | 2     | Sesi/Vôlei Bauru | 3           |            |            |  |  |       |             |       |
|  | 4º               |                  |                  |       | Sesi/Vôlei Bauru | 3           |            |            |  |  |       |             |       |
|  | 5º               | Rio de Janeiro   | 2                |       |                  |             |            |            |  |  |       |             |       |
|  |                  |                  |                  |       |                  |             |            |            |  |  | 1º    | Praia Clube | 1     |
|  |                  |                  | 2º               | Minas | 3                |             |            |            |  |  |       |             |       |
|  | 2º               | Minas            | 3                |       |                  |             |            |            |  |  |       |             |       |
|  | 7º               | Fluminense       | 1                |       |                  |             |            |            |  |  |       |             |       |
|  | 7º               | Fluminense       | 1                |       | 2º               | Minas       | 3          |            |  |  |       |             |       |
|  |                  |                  |                  |       | 2º               | Minas       | 3          |            |  |  |       |             |       |
|  |                  | 6º               | Osasco           | 1     |                  |             |            |            |  |  |       |             |       |
|  | 3º               | 6º               | Osasco           | 1     | Barueri          | 1           |            |            |  |  |       |             |       |
|  | 3º               |                  |                  |       | Barueri          | 1           |            |            |  |  |       |             |       |
|  | 6º               | Osasco           | 3                |       |                  |             |            |            |  |  |       |             |       |

## Quartas de final
A tabela dos jogos das quartas de final foi divulgada pela CBV em 16 de janeiro de 2019.
Resultados
| 22 de janeiro de 2019 19:30 Relatório | Praia Clube | 3 — 1                   | Curitiba Vôlei | Arena Praia, Uberlândia Árbitro(s): MG Ricardo Cortes dos Santos MG Renato Ferreira Diniz |
| 22 de janeiro de 2019 19:30 Relatório | 20 25       | Set 1 Set 2 Set 3 Set 4 | 25 22 18 15    | Arena Praia, Uberlândia Árbitro(s): MG Ricardo Cortes dos Santos MG Renato Ferreira Diniz |

| 22 de janeiro de 2019 19:30 Relatório | Sesi/Vôlei Bauru | 3 — 2                         | Rio de Janeiro | Neusa Galetti, Marília Árbitro(s): SP Cláudio Jose Ramos Siena SP Reinaldo da Silva Lima |
| 22 de janeiro de 2019 19:30 Relatório | 25 16 25 20 15   | Set 1 Set 2 Set 3 Set 4 Set 5 | 13 25 20 25 13 | Neusa Galetti, Marília Árbitro(s): SP Cláudio Jose Ramos Siena SP Reinaldo da Silva Lima |

| 22 de janeiro de 2019 20:00 Relatório | Minas    | 3 — 1                   | Fluminense  | Arena Minas, Belo Horizonte Árbitro(s): MG Ivan Eustáquio Couto Cardoso MG Neilor Rodrigo Lopes de Souza |
| 22 de janeiro de 2019 20:00 Relatório | 25 22 25 | Set 1 Set 2 Set 3 Set 4 | 22 17 25 16 | Arena Minas, Belo Horizonte Árbitro(s): MG Ivan Eustáquio Couto Cardoso MG Neilor Rodrigo Lopes de Souza |

| 22 de janeiro de 2019 19:30 Relatório | Barueri     | 1 — 3                   | Osasco | José Corrêa,Barueri Árbitro(s): SP Jediel Hosana De Carvalho SP Gilberto da Silva Cotrim |
| 22 de janeiro de 2019 19:30 Relatório | 25 19 21 20 | Set 1 Set 2 Set 3 Set 4 | 19 25  | José Corrêa,Barueri Árbitro(s): SP Jediel Hosana De Carvalho SP Gilberto da Silva Cotrim |

## Semifinal
Resultados
| 1 de fevereiro de 2019 19:30 Relatório | Praia Clube | 3 — 2                         | Sesi/Vôlei Bauru | Ginásio Perinão, Gramado Árbitro(s): RS Angela Araújo Gusmão Grass RS Paulo Sérgio Pivatto Picanço |
| 1 de fevereiro de 2019 19:30 Relatório | 24 25 21 15 | Set 1 Set 2 Set 3 Set 4 Set 5 | 26 21 14 25 11   | Ginásio Perinão, Gramado Árbitro(s): RS Angela Araújo Gusmão Grass RS Paulo Sérgio Pivatto Picanço |

| 1 de fevereiro de 2019 21:30 Relatório | Minas    | 3 — 1                   | Osasco      | Ginásio Perinão, Gramado Árbitro(s): RS Sílvio Cardozo da Silveira RS Alex Hennemann |
| 1 de fevereiro de 2019 21:30 Relatório | 25 17 25 | Set 1 Set 2 Set 3 Set 4 | 21 25 22 16 | Ginásio Perinão, Gramado Árbitro(s): RS Sílvio Cardozo da Silveira RS Alex Hennemann |

## Final
Resultado
| 2 de fevereiro de 2019 21:00 Relatório | Praia Clube | 1 — 3                   | Minas | Ginásio Perinão, Gramado Árbitro(s): RS Sílvio Cardozo da Silveira RS Angela Araújo Gusmão Grass |
| 2 de fevereiro de 2019 21:00 Relatório | 25 20 21 18 | Set 1 Set 2 Set 3 Set 4 | 16 25 | Ginásio Perinão, Gramado Árbitro(s): RS Sílvio Cardozo da Silveira RS Angela Araújo Gusmão Grass |

## Classificação final
| Posição | Equipe           |
| ------- | ---------------- |
|         | Minas            |
|         | Praia Clube      |
|         | Osasco           |
| 4º      | Sesi/Vôlei Bauru |
| 5º      | Rio de Janeiro   |
| 6º      | Barueri          |
| 7º      | Curitiba Vôlei   |
| 8º      | Fluminense       |

| Copa Brasil de Voleibol Feminino de 2019 |
| Minas Gerais                             |
| ---------------------------------------- |
| Minas Campeão (1º título)                |